# Paysage urbain
 (janvier 2023).
- Si vous ne connaissez pas le sujet, laissez ce bandeau (vous pouvez alors contacter les auteurs).
- Si vous supprimez le contenu mis en cause (vous pouvez préalablement contacter les auteurs),

argumentez précisément cette suppression dans la page de discussion
(un manque de référence n'est pas un argument ; une recherche réelle de référence doit avoir été effectuée, être formellement documentée).
 (janvier 2023).
Si vous disposez d'ouvrages ou d'articles de référence ou si vous connaissez des sites web de qualité traitant du thème abordé ici, merci de compléter l'article en donnant les références utiles à sa vérifiabilité et en les liant à la section « Notes et références ».
Le paysage urbain est un paysage situé en ville. Le paysage urbain est majoritairement marquée par une anthropisation marquée de l'environnement, mais peut également être fortement végétalisé dans certaines banlieues aisées peu denses, ou dans des parcs urbains.

## Typologie des paysages urbains

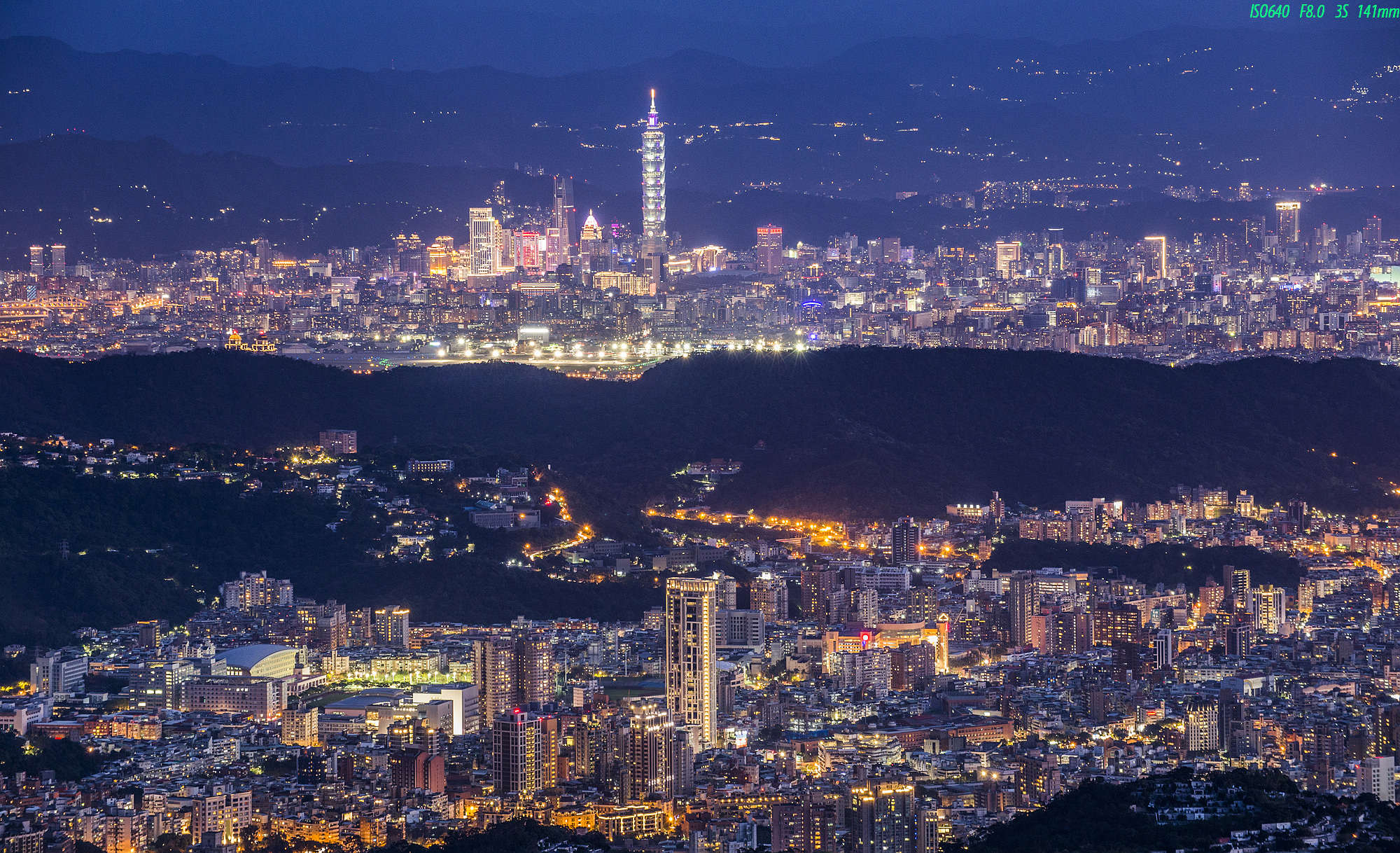
Paysage urbain de Taïpei, Taïwan en 2018.

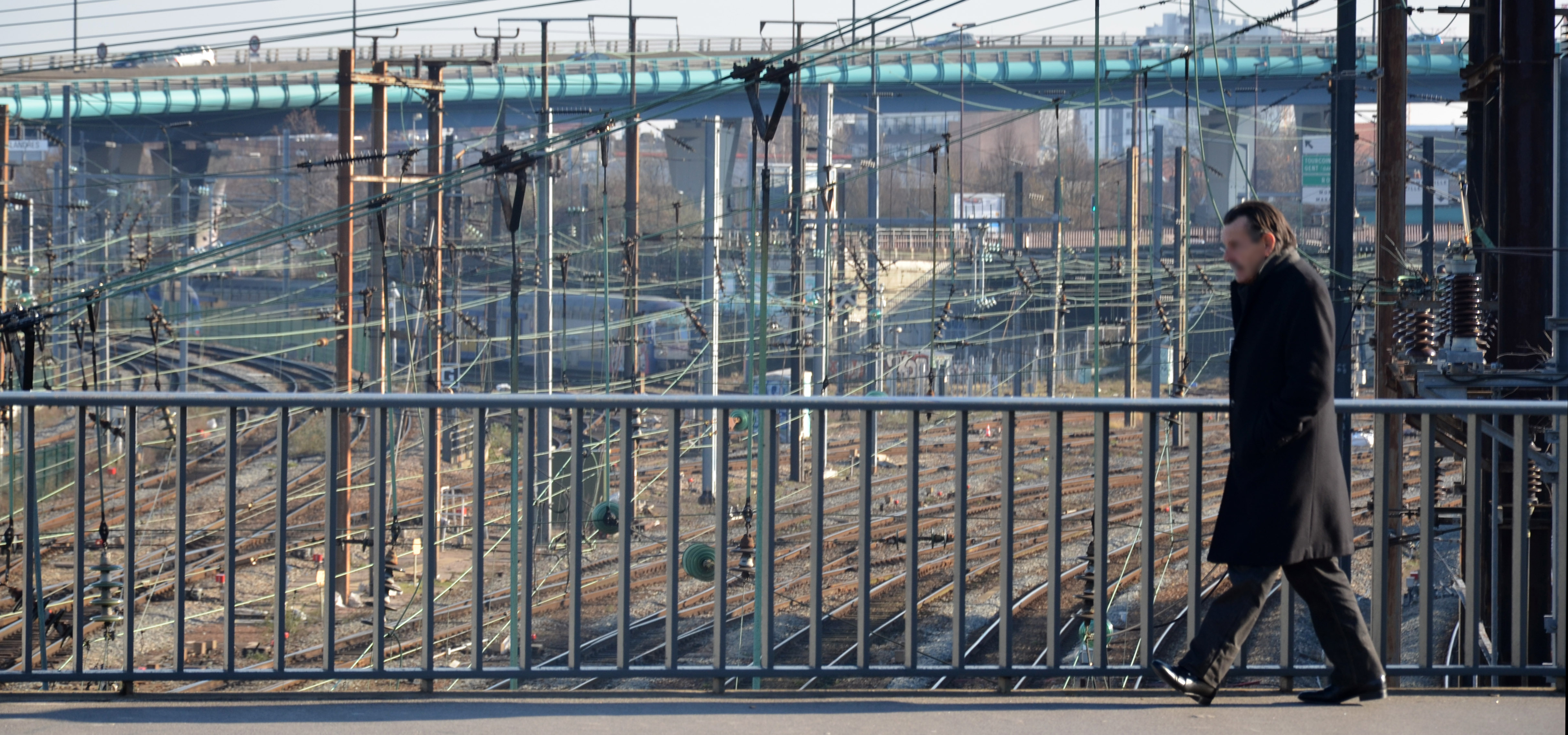
Dans de nombreuses grandes villes ou nœuds ferroviaires, les secteurs des voies ferrées constituent des paysages typiques, très artificialisés, généralement traversés par des ponts et passerelles

### Étymologie
Paysage (1573, au sens « étendue de pays visible à l'œil dans son ensemble ») dérivé de pays.
Urbain, du latin urbanus (dérivé de urbs « ville »).

### Définition
Un paysage urbain est défini comme vue d’ensemble d’une ville ou d’un quartier, par extension du mot paysage (au sens : étendue de pays, d’un lieu ou site, naturel ou régional visible à l'œil dans son ensemble).

## Paysage urbain et santé
Certains paysages sont depuis longtemps considérés comme favorisant une bonne santé. Ce sont généralement des paysages à haute naturalité, éloignés des villes. Inversement, les paysages urbains très minéralisés sont réputés mauvais pour la santé et l'épanouissement physique, mais certains éléments tels que les pièces d'eau, les ceintures vertes, les jardins et espaces verts ont une valeur pour la santé publique qui semble plébiscitée.
Outre un air de meilleure qualité, l’effet visuellement déstressant de la végétation et des formes de ces espaces pourraient être des facteurs d’amélioration de la santé ; par exemple, une étude, publiée en août 2007 montre qu’en Angleterre les urbains disposant de plus d’espaces verts sont en meilleure santé, sauf pour deux catégories d’urbains : ceux qui sont les plus riches (vivant en banlieue ou en zone rurale), et ceux qui sont les plus pauvres.
- Les riches ne sont pas en meilleure santé dans un contexte plus riche en espaces verts publics, probablement parce qu’ils ont déjà leurs propres jardins, et qu’ils peuvent mieux profiter de la Nature lors des vacances.
- Paradoxalement, les habitants pauvres des banlieues sont en Angleterre en moins bonne santé lorsqu’ils "bénéficient" d’espaces verts proches et plus nombreux, peut-être – comme le laissent penser certains indices – parce que les espaces verts de banlieue sont d’une moindre qualité, moins accessibles et/ou moins esthétiques (selon les auteurs de cette étude, qui se demandent même si des espaces verts de qualité médiocre ne seraient pas mauvais pour la santé). Les espaces verts de banlieue sont souvent de vastes espaces ouverts, engazonnés, mal protégés du vent et du soleil.

Une autre étude, hispano-norvégienne, montre que :
- les paysages naturels ont un effet positif sur la santé plus net que les paysages urbains.
- à court terme, la récupération du stress et des maladies est meilleure et plus rapide qu’en milieu urbain
- à long terme, la santé et le bien-être s’améliorent globalement mieux dans les paysages « naturels » qu’en ville.

## Le Paysage urbain dans l'art

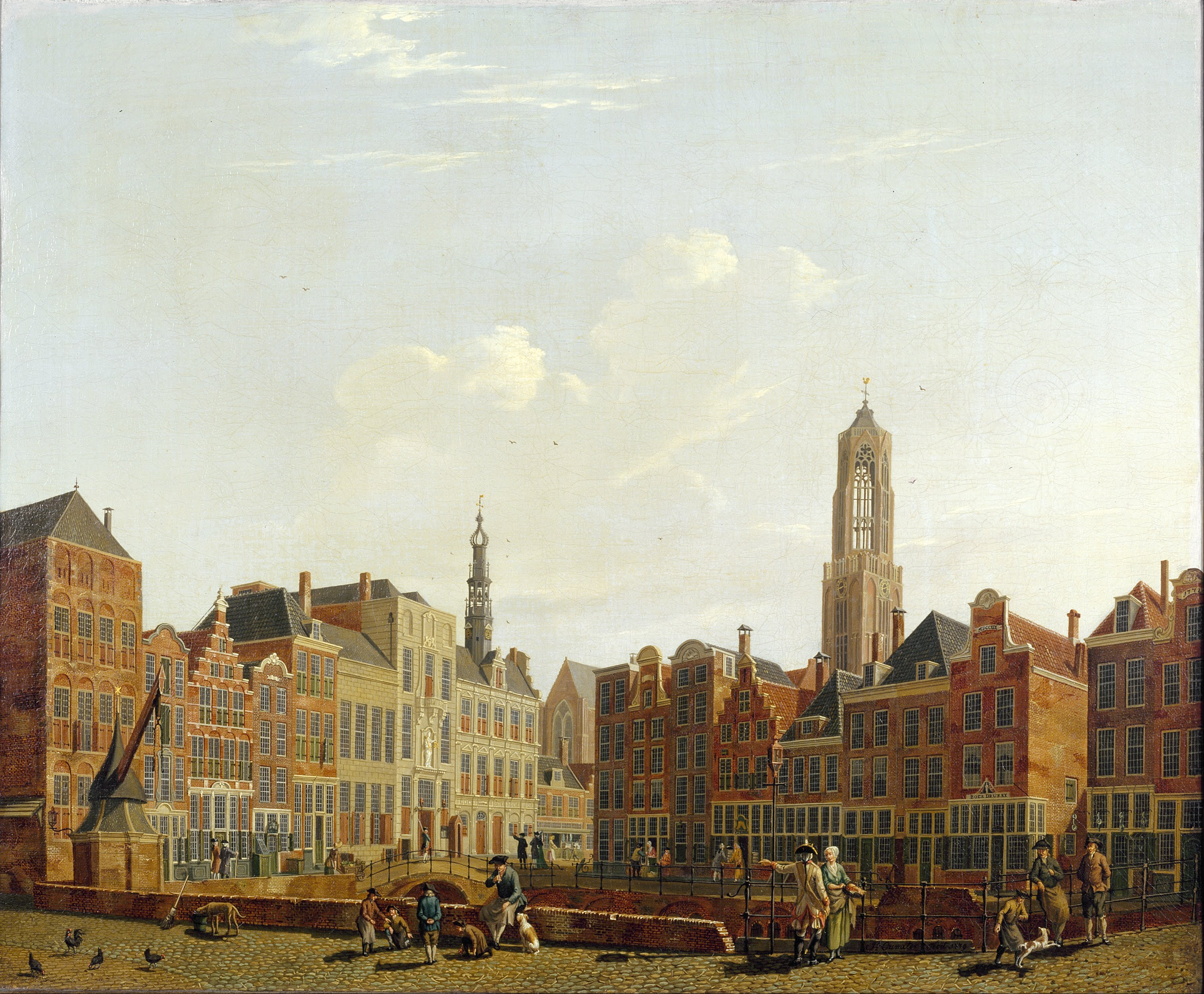
Le Stadhuisbrug et ses environs à Utrecht
1779 par Isaac Ouwater
Centraal Museum, Utrecht

### L'Âge d'or hollandais
Le genre des paysages urbains topographiques a pris forme au siècle d'or néerlandais, dans la seconde moitié du XVIIe siècle aux Pays-Bas, au moment où les riches citadins sont devenus fiers des villes élégantes qu’ils avaient créées. Les précurseurs furent Job (1630-1693) et Gerrit Berckheyde (1638-1698). Jan van der Heyden (1627-1712) a porté le genre à de grandes hauteurs.
Au XVIIIe siècle, les dessins topographiques, tels que les aquarelles de Jan de Beyer, évincèrent la peinture topographique. Alors que la plupart des contemporains d’Ouwater, comme Reinier Vinkeles, Jacob Cats et HP Schouten imitaient de Beyer, Jan Ekels Ier et Ouwater ont maintenu à un niveau élevé la tradition du paysage urbain peint.

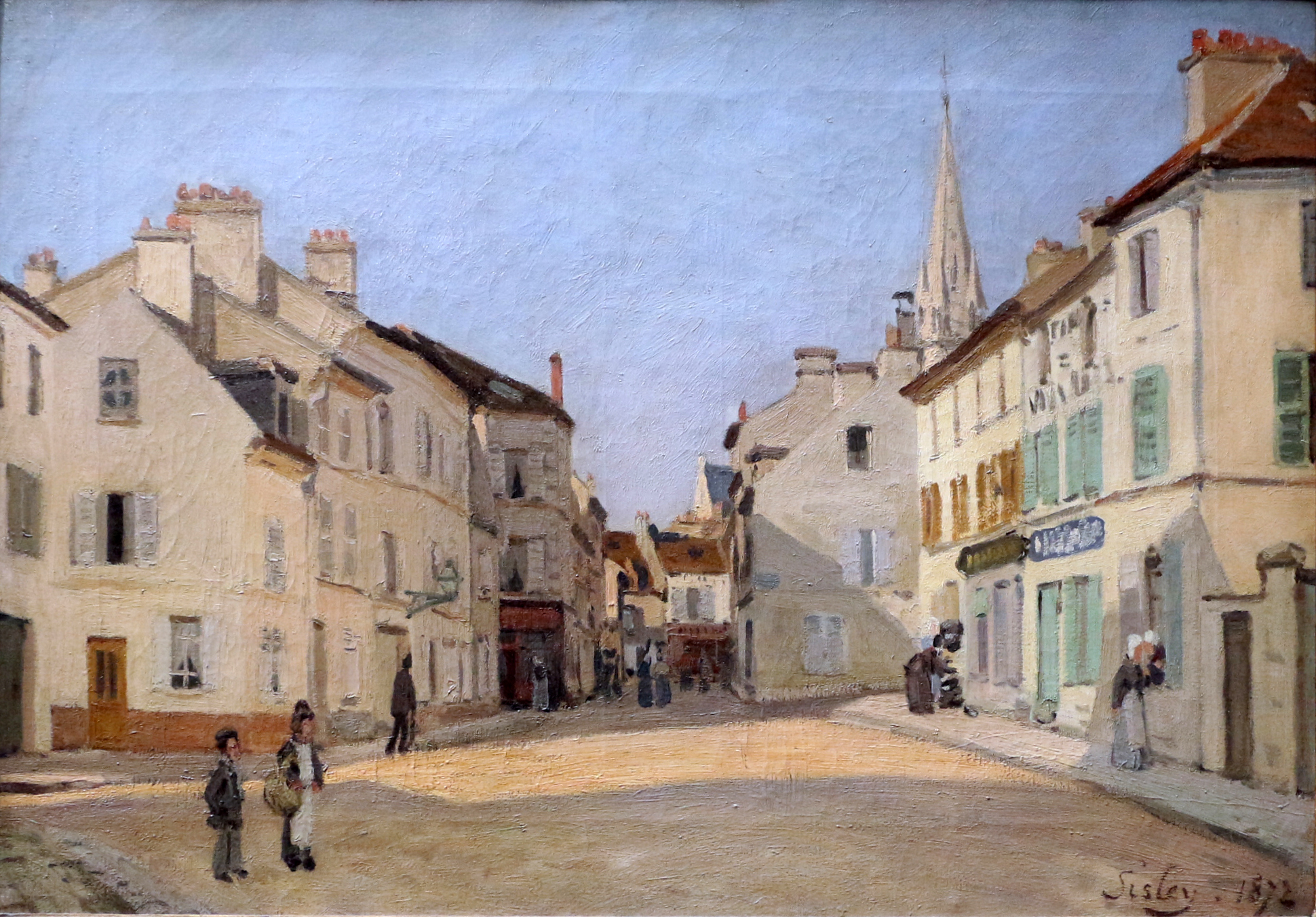
Alfred Sisley Rue de la Chaussée à Argenteuil, 1872, Musée d'Orsay.

### AuXXesiècle
Le paysage urbain, cityscape ou urban landscape voire street's scenes en anglais, est un des thèmes récurrents de la peinture hyperréaliste américaine depuis les années 1970. 